# Psyko Punkz
Psyko Punkz est un  disc jockeys de hardstyle néerlandais, composé Wietse Amersfoort. Ils sont membres actuels du label discographique belge Dirty Workz, auquel ils contribuent depuis 2008. Psyko Punkz participe régulièrement à des soirées événementielles de musiques électroniques telles que Defqon.1, et Qlimax. Ils parviennent à se classer « meilleur nouveau groupe » aux Hard Dance Awards, et à atteindre, la même année, le DJ Mag Top 100 aux États-Unis. Ils sont également les compositeurs de musiques et d'anthems considérés mémorables dans le milieu du hardstyle,.

## Biographie
Sven Sieperda et Wietse Amersfoort forment le groupe en 2008. Tous les deux se rencontrent et forment Psyko Punkz avec, comme point commun, l'amour pour le hardstyle. Lors d'une entrevue effectuée en 2013 avec le magazine Vice, Sieperda et Amersfoort explique avoir « écrit une centaine de mots sur papier. Psyko Punkz dit tout sur ce que nous sommes. » Depuis sa formation Psyko Punkz participe régulièrement à des soirées événementielles de musiques électroniques telles que Defqon.1 (aux Pays-Bas et en Australie), Nature One, Qlimax, et TomorrowWorld. De nombreux fans à travers le monde se proclament « psycho-soldiers » en dansant sur leurs titres tels que Psyko Foundation.
En 2010, leur titre Bass Boom est élu « meilleure chanson » aux Hard Dance Awards. Le titre officiel mis en ligne sur YouTube atteint 1,5 million de vues en l'espace de 10 mois. En 2011, Psyko Punkz est classé dans la catégorie « meilleur nouveau groupe », toujours aux Hard Dance Awards, et se surpasse dans ses performances au fil des années. Avec la popularité croissante du hardstyle aux États-Unis, Psyko Punkz est classé à la 78e place du DJ Mag Top 100 en 2011, et atteint la 67e place l'année suivante, en 2012. Le 3 avril 2012, le groupe met en ligne le vidéoclip de leur titre Psyko Foundation, qui cumule 150 000 vue en un mois. Toujours en 2012, ils sont sélectionnés pour composer l'anthem annuel de Qlimax, qu'ils intituleront Fate or Fortune.
En juin 2014, le duo annonce son nouveau projet appelé Shadow Mask Music, un label indépendant, ainsi que l'élaboration d'un nouveau titre Drunken Masta.
Le 26 juin 2016, Sven quitte le groupe dans une prestation d'adieu au festival Defqon.1 pour se consacrer à la production musicale.

## Discographie
- 2008 : Raise Your Hands/Hardest Heartz
- 2009 : Ghostclass / 2 Follow
- 2009 : Capital Of The Harder Styles (Bassleader 2009 Anthem) (Hymne de l'événement Bassleader)
- 2009 : Overclipping / Uncut
- 2010 : Rock Ya Attitude/Digging For Truth
- 2010 : Bass Mechanics/Universe
- 2010 : BassBoom E.P
- 2011 : The Words E.P. (avec Coone)[8]
- 2011 : Dreamer
- 2012 : Let's Get Ill / Feel The Rhythm (Alpha² Remix)
- 2012 : Beyond Belief (Official Reverze 2012 Anthem)
- 2012 : Psyko Foundation EP
- 2012 : Punani (Psyko Punkz Remix)
- 2012 : Fight 4 Your Right 2 Party (Q-Base Dirty Workz Anthem 2012)
- 2012 : Stream of Blood EP
- 2012 : Beyond Belief (Reverze Anthem 2012)
- 2012 : Let's Get Ill / Feel The Rhythm (Alpha² Remix)
- 2013 : Trippy Hippie (feat. Murda)
- 2013 : Love This Life (feat. Murda)
- 2013 : Psyko Soldier (Toneshifterz Remix)
- 2013 : Electro Bam
- 2016 : Spaceship